# Backus (Minnesota)
Backus es una ciudad ubicada en el condado de Cass en el estado estadounidense de Minnesota. En el Censo de 2010 tenía una población de 250 habitantes y una densidad poblacional de 157,98 personas por km².

## Geografía
Backus se encuentra ubicada en las coordenadas 46°49′15″N 94°30′53″O / 46.82083, -94.51472. Según la Oficina del Censo de los Estados Unidos, Backus tiene una superficie total de 1.58 km², de la cual 1.58 km² corresponden a tierra firme y (0%) 0 km² es agua.

## Demografía
Según el censo de 2010, había 250 personas residiendo en Backus. La densidad de población era de 157,98 hab./km². De los 250 habitantes, Backus estaba compuesto por el 94.8% blancos, el 0% eran afroamericanos, el 0.8% eran amerindios, el 0% eran asiáticos, el 0.4% eran isleños del Pacífico, el 0.4% eran de otras razas y el 3.6% pertenecían a dos o más razas. Del total de la población el 0.8% eran hispanos o latinos de cualquier raza.